# Liste der Einträge im National Register of Historic Places im Decatur County (Iowa)

Lage des Decatur County in Iowa

Die Liste der Einträge im National Register of Historic Places im Decatur County in Iowa führt die Bauwerke und historischen Stätten im Decatur County auf, die in das National Register of Historic Places aufgenommen wurden.

## Aktuelle Einträge
| [ 2 ] | Name                                               | Bild                                               | Eintragsdatum        | Lage                                                                          | Ort               | Beschreibung                                                                                  |
| ----- | -------------------------------------------------- | -------------------------------------------------- | -------------------- | ----------------------------------------------------------------------------- | ----------------- | --------------------------------------------------------------------------------------------- |
| 1     | Decatur County Courthouse                          | Decatur County Courthouse                          | 1981 ID-Nr. 81000233 | 9th Street 40° 44′ 26″ N, 93° 44′ 46″ W                                       | Leon              | 1908 im Stil der Neorenaissance errichtetes Justiz- und Verwaltungsgebäude des Decatur County |
| 2     | Grand River Bridge                                 | Grand River Bridge                                 | 1998 ID-Nr. 98000794 | Brücke der River Road 40° 43′ 18″ N, 93° 52′ 33″ W                            | westlich von Leon | 1890 errichtete Fachwerkbrücke                                                                |
| 3     | Liberty Hall                                       | Liberty Hall                                       | 1983 ID-Nr. 83000350 | Main Street 40° 37′ 30″ N, 93° 57′ 7″ W                                       | Lamoni            | 1881 im viktorianischen Stil errichtetes Wohnhaus; heute Museum                               |
| 4     | J.J. McClung House                                 | J.J. McClung House                                 | 1990 ID-Nr. 90001856 | Main Street Ecke Vine Street 40° 49′ 38″ N, 93° 36′ 36″ W                     | Garden Grove      | 1908–1909 im Stil des Colonial Revival errichtetes Wohnhaus                                   |
| 5     | Missouri, Iowa & Nebraska Railway Co. Depot-Weldon | Missouri, Iowa & Nebraska Railway Co. Depot-Weldon | 1991 ID-Nr. 91001827 | North Main Street; an der nördlichen Countygrenze 40° 53′ 57″ N, 93° 44′ 1″ W | Weldon            | 1875 errichteter Bahnhof der Missouri, Iowa & Nebraska Railway                                |
| 6     | C.S. Stearns House                                 | C.S. Stearns House                                 | 1978 ID-Nr. 78001214 | Main Street 40° 49′ 36″ N, 93° 36′ 10″ W                                      | Garden Grove      | 1885 im Queen-Anne-Stil errichtetes Wohnhaus                                                  |
| 7     | Union Church                                       | Union Church                                       | 1976 ID-Nr. 76000759 | Clark Street Ecke Sycamore Street 40° 38′ 21″ N, 93° 48′ 23″ W                | Davis City        | 1878 errichtete Kirche                                                                        |